# Croce di Gisulfo
La Croce di Gisulfo è una croce sbalzata in lamina d'oro realizzata nel VII secolo da maestranze longobarde, ed è conservata al Museo archeologico nazionale di Cividale del Friuli. È legata dalla tradizione a Gisulfo I del Friuli, duca del Friuli dal 569 al 581 circa, sebbene sia stata con ogni probabilità realizzata in un'epoca successiva.
È alta 11 cm ed ha i due bracci di lunghezza quasi uguale, con varie pietre preziose levigate incastonate a freddo (due per braccio, una quadrata ed una triangolare, oltre ad una pietra circolare al centro). 
È uno degli esempi più esemplificativi della tipologia di crocette diffuse a Cividale del Friuli, caratterizzate dalla presenza dei Imago Christi, piccole teste stilizzate di Cristo con i capelli lunghi, che in questa croce sono ripetute ben otto volte, identiche, due per braccio a intervallare le pietre. Probabilmente venne usato uno stampo per lo sbalzo.